# Zoho Office Suite
Zoho Office Suite est une suite bureautique indienne en ligne basée sur le web contenant des applications de traitement de texte, de tableurs, de présentations, de bases de données, de prise de notes, de wikis, de conférence web, de gestion de la relation client (GRC), de gestion de projet, de facturation et autres. Elle est développée par Zoho Corporation. 

## Historique
La société a été lancée en 2005 avec un traitement de texte basé sur le Web. D'autres produits, tels que des feuilles de calcul et des présentations, ont été intégrés ultérieurement à Zoho. Les applications Zoho sont distribuées en tant que logiciel en tant que service (SaaS).
Zoho utilise une interface de programmation d'applications ouverte pour ses produits Writer, Sheet, Show, Creator, Meeting et Planner. Il dispose également de plugins pour Microsoft Word et Excel, d'un plugin pour OpenOffice.org et d'un plugin pour Firefox.
Zoho Sites est un constructeur de sites Web en ligne, par glisser-déposer. Il fournit un hébergement Web, un stockage, une bande passante et des pages Web illimités. Les fonctionnalités comprennent également une gamme de modèles de sites Web et de sites Web mobiles.
Zoho CRM est une application de gestion de la relation client avec des fonctionnalités telles que l'approvisionnement, l'inventaire et certaines fonctions comptables du domaine de l'PGI. La version gratuite est limitée à 10 utilisateurs.
En octobre 2009, Zoho a intégré certaines de ses applications à la suite en ligne Google Apps, ce qui a permis aux utilisateurs de se connecter aux deux suites avec un seul identifiant. Zoho et Google restent des sociétés distinctes et concurrentes. 